# Franz Dorfer

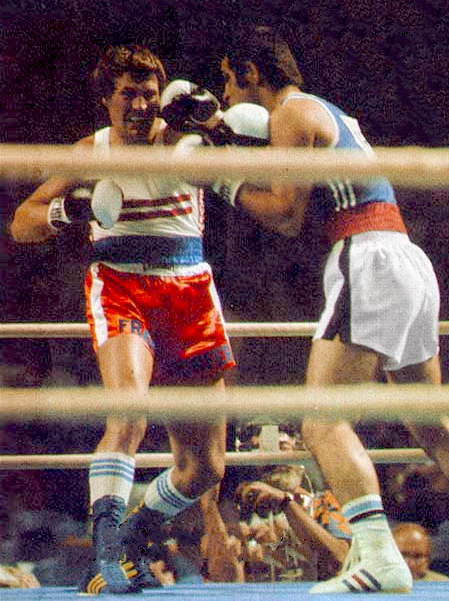
Franz Dorfer (links) im Kampf gegen Mohamed Azarhazin bei den Olympischen Spielen 1976

Franz Dorfer (* 20. Mai 1950 in Waidhofen an der Ybbs; † 8. Januar 2012 in Mödling) war ein österreichischer Boxer.

## Leben
Dorfer wuchs auf einem Bauernhof auf und wurde Käser in einer Milchfabrik. Nach seinem Grundwehrdienst beim Bundesheer besuchte er die Gendarmerieschulen in Mödling und Vösendorf. Er begann als Hilfsgendarm zu arbeiten und trat dem Wiener „Boxclub Schwarz-Weiß“ unter Josef Kovarik bei. Er hatte bereits beim Bundesheer seine Leidenschaft für das Boxen entdeckt und überzeugte durch seinen ungewöhnlich harten rechten Haken. Als Amateur bestritt er 49 Kämpfe, darunter 38 Siege und 5 Unentschieden.

## Karriere
Von 1973 bis 1976, wurde er viermal in Folge Österreichischer Meister im Halbmittelgewicht. Im selben Zeitraum, gewann er auch viermal die Wiener Meisterschaften. Bei der 21. Europameisterschaft in Polen 1975 gewann er die Bronzemedaille im Halbmittelgewicht. Er gewann dabei durch K. o. in der zweiten Runde gegen den Finnen Kalevi Kosunen (Bronzemedaillengewinner der EM 1979) und durch K. o. in der dritten Runde gegen den Bulgaren Ilya Ilyev (Bronzemedaillengewinner der WM 1978). Im Halbfinale traf er auf den Silbermedaillengewinner der Olympischen Spiele von 1972 und späteren Europameister Wiesław Rudkowski; diesen hatte er zwar am Boden, er verlor jedoch am Ende nach Punkten. Er ist der bislang letzte österreichische Boxer, der eine Medaille bei einer Amateur-EM bei den Erwachsenen gewinnen konnte.
Er war auch Teilnehmer der Olympischen Sommerspiele von 1976 in Montreal; dort verlor er jedoch bereits den Vorrundenkampf gegen den Iraner Mohamed Azarhazin. Anschließend wechselte er ins Profilager.
Er boxte dabei in Österreich, Deutschland, Bosnien, Serbien, den Niederlanden und der Schweiz. Am 16. Dezember 1977 gewann er durch K. o. in der ersten Runde gegen den Deutschen Meister Horst Brinkmeyer. Am 22. April 1978 siegte er durch K. o. in der zweiten Runde gegen den Italienischen Meister Tommaso Marocco. Am 18. August desselben Jahres gewann er zudem durch K. o. in der vierten Runde gegen den mehrfachen Jugoslawischen Meister Branko Baraković. 1977 boxte er auch zweimal Unentschieden gegen den Türken Mehmet Beşli.
Am 1. September 1980 boxte er gegen den ungeschlagenen späteren Europameister Alex Blanchard, verlor jedoch durch K. o. in der dritten Runde. Auch gegen Ex-Europameister Marijan Beneš verlor er am 6. November 1981 durch K. o. in der vierten Runde.
Am 3. Juni 1982 besiegte er den späteren Europameister Edip Sekowitsch durch K. o. in der dritten Runde und wurde dadurch Österreichischer Meister im Mittelgewicht. Auch den Rückkampf gegen Sekowitsch am 28. Oktober gewann er durch K. o. in der achten Runde. Am 24. Oktober 1983 siegte er zudem nach Punkten gegen den mehrfachen Italienischen Meister und Ex-Europameister Matteo Salvemini. Am 27. April 1984 unterlag er dem späteren zweifachen Weltmeister Graciano Rocchigiani durch K. o. in der zweiten Runde. Am 13. Dezember 1986 bestritt er seinen letzten Boxkampf; er siegte durch K. o. in der vierten Runde gegen den Deutschen Rüdiger Bitterling.
Er beendete seine Profikarriere mit 23 Siegen (19 durch K. o.), 11 Niederlagen (5 durch K. o.) und 2 Unentschieden.
Er verstarb nach schwerer Krankheit am 8. Januar 2012 im Landesklinikum Thermenregion Mödling.